# Баско овчарско куче
Баското овчарско куче (на испански: Pastor vasco; на баски: Euskal artzain txakurra) е порода кучета, селектирана в северна Испания, в страната на баските и е традиционно използвана от местните пастири за охрана на стада с овце или едър рогат добитък. Предполага се, че породата произлиза от централноевропейските овчарски кучета.
Тези кучета са добре сложени, силни са и са добри спринтьори. Съотношението между височината и дължината на тялото е около 1:1,2.
Козината е златиста или с меден оттенък. Очите са овални, кафяви или с кехлибарен цвят. Ушите са с триъгълна форма, обикновено високо наострени. Лапите имат овална форма.
На 1 юни 1995 г. баското овчарско куче е официално признато от Испанската федерация по кинология (Real Sociedad Canina de España)